# Cannalonga
Cannalonga är en fjällby i södra Italien i provinsen Salerno i regionen Kampanien. Kommunen Cannalonga är en del av provinsen Salerno. Kommunen hade 1 040 invånare (2017).

## Historia
Byn grundades någon gång mellan 900-talet och 1000-talet e.Kr. Den blev berömd i regionen runt 1450 då traditionen med festivalen Fiera di Santa Lucia startade. Idag är festivalen bättre känd som Fiera della Frecagnola.

## Etymologi
En del hävdar att namnet Cannalonga kommer från det stora antalet bambuträd (italienska: canne di bambù) i området. Andra hävdar att det har sitt upphov i den gamla italienska måttenheten canna.

## Traditionella måltider
- Laane e ciciari (stora tagliatelle med kikärtor)
- Fusilli al sugo di castrato (lokal pasta med tomatsås och kastrerat lammkött)
- Tiano (en fattigmans påskmåltid baserad på en deg med majs, mjölk och ost)
- Pizza chiena (Påskpaj baserad på ris, ägg, ost och salami)
- Bollito di capra (kokt getkött baserat på ett gammalt, traditionellt recept. Serverat som en specialitet på festivalen Fiera della Frecagnola.)

## Festdagar
- 23 mars: Festdag för helgonet Toribio av Mongrovejo
- Juli: Sagra del Fusillo
- 16 juli: Hyllning till Madonna del Carmine.
- Andra lördagen i september: Fiera della Frecagnola

## Bilder

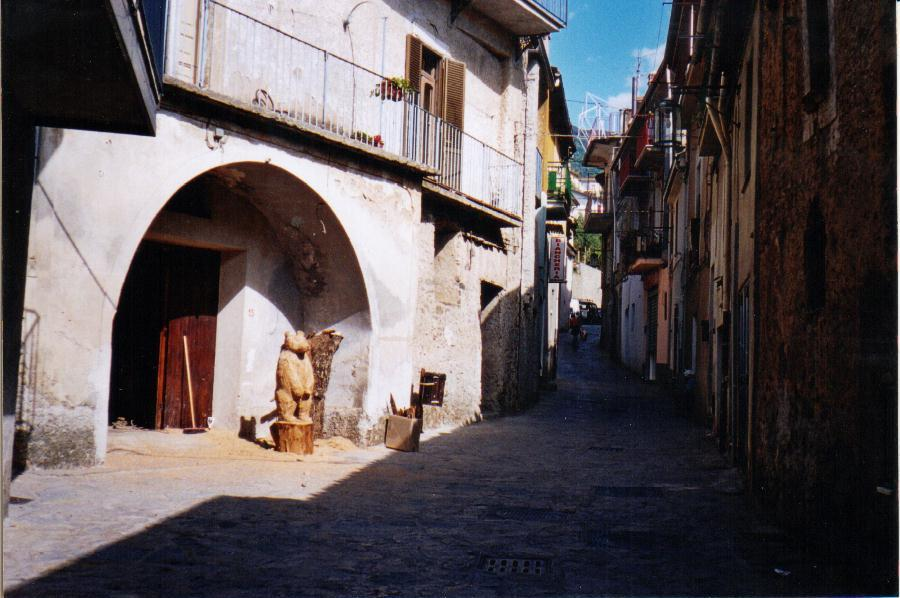
Paese a monte
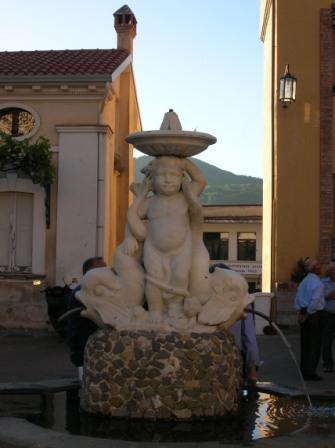
Moccio della Fontana
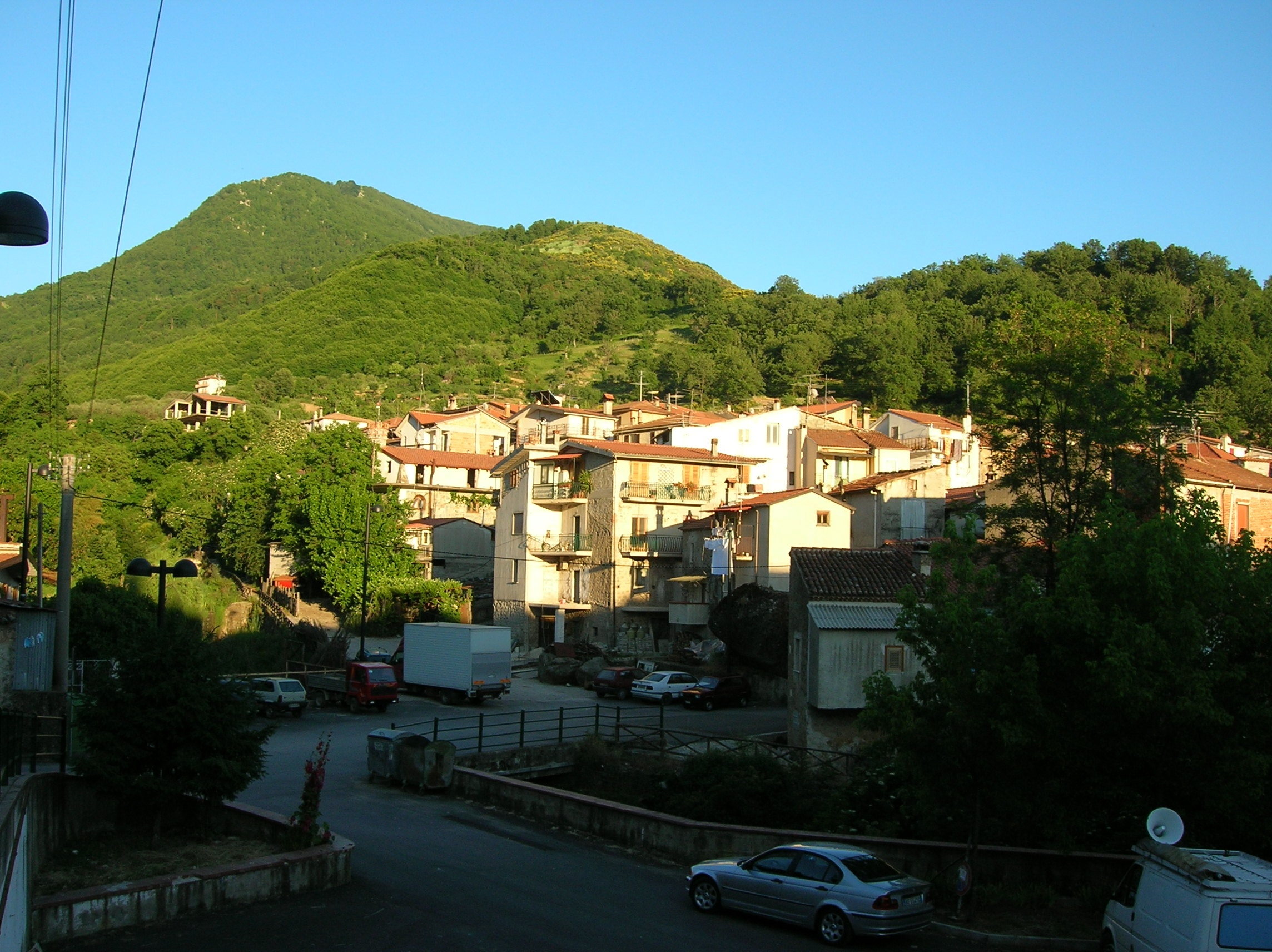
Cannalonga
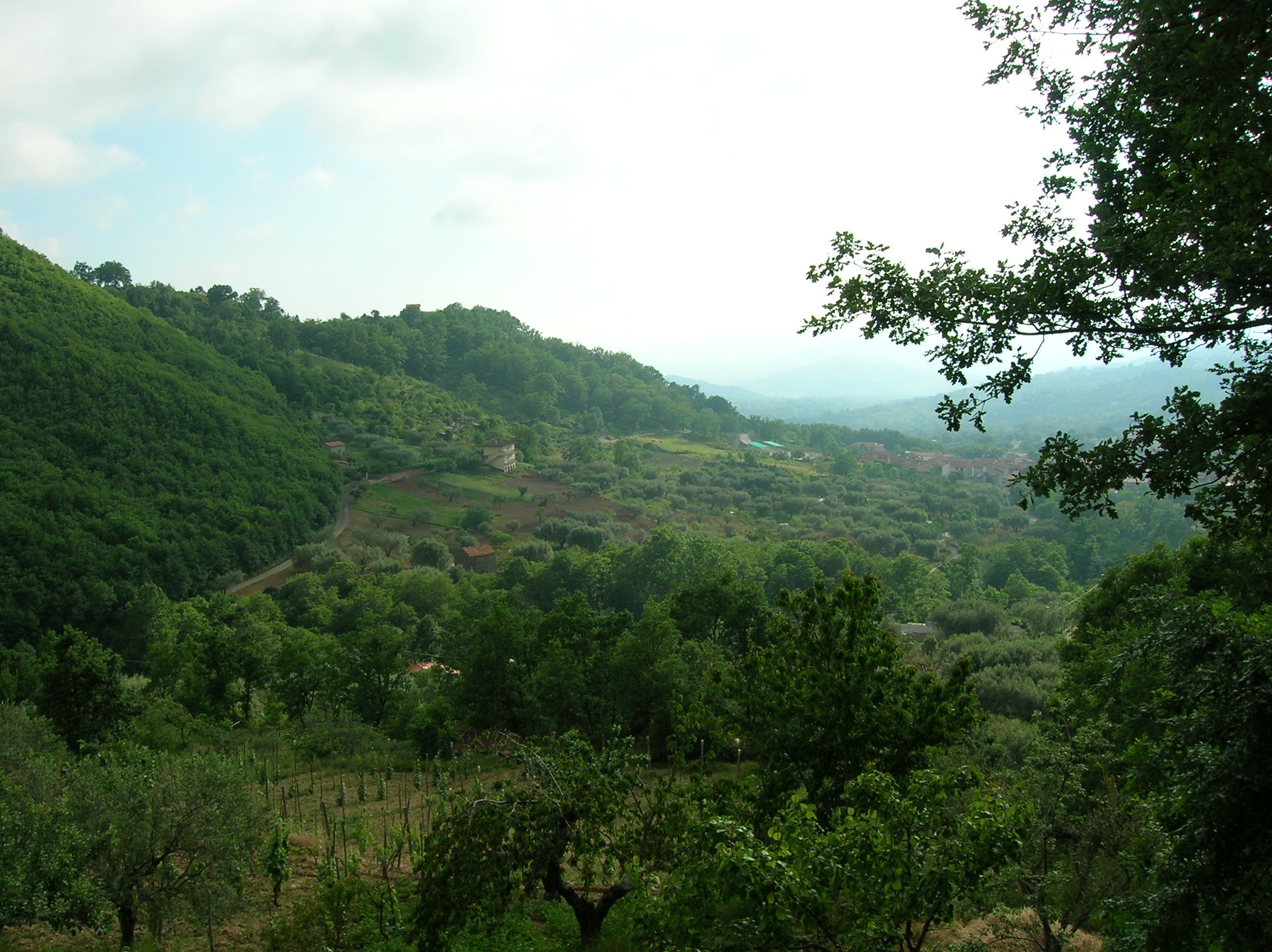
Parco Nazionale del Cilento
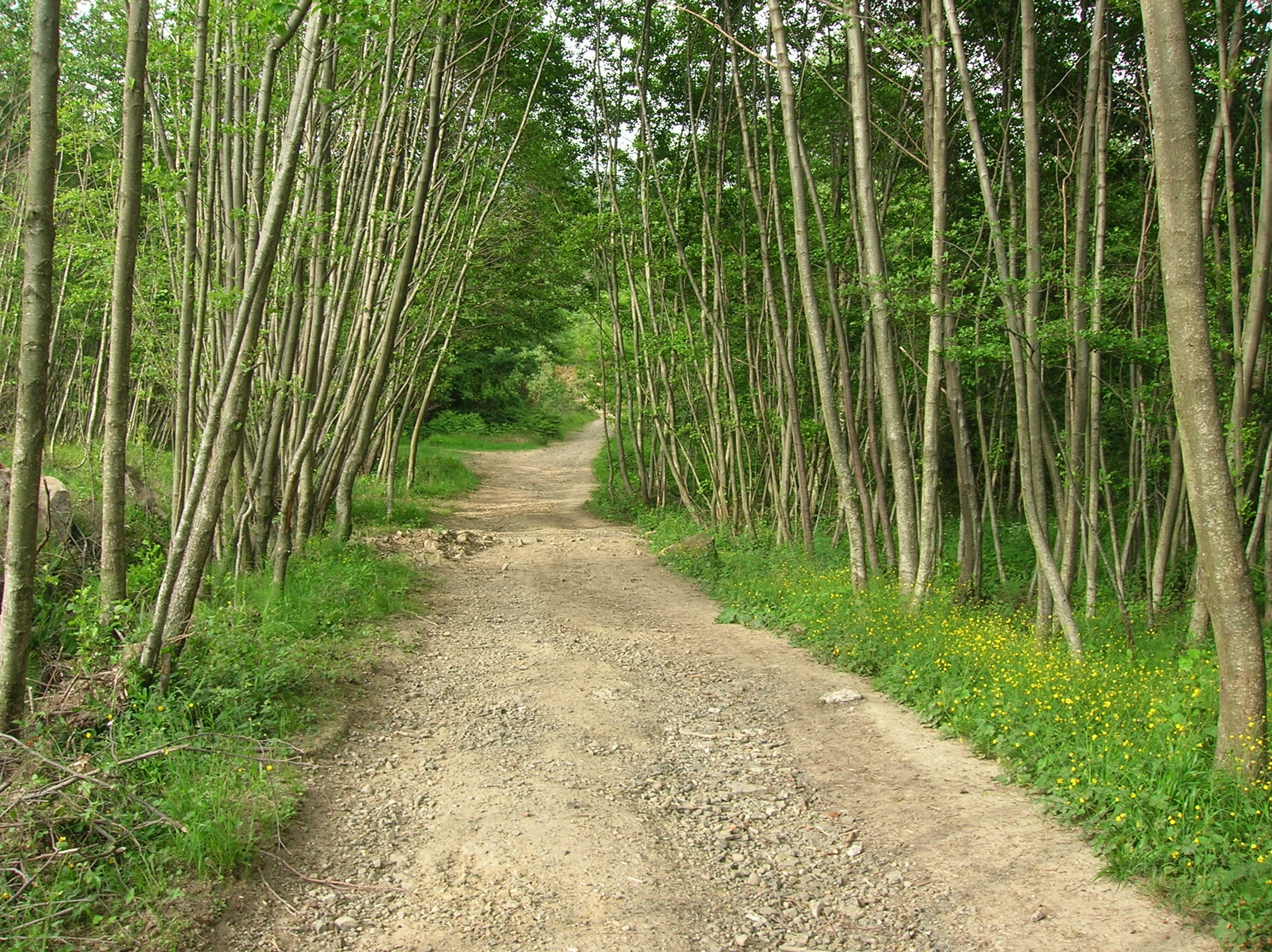
Fjällstig